# Litrisa carnosa
Litrisa es un género monotípico de plantas de la familia de las asteráceas. Su única especie, Litrisa carnosa es originaria de Estados Unidos.

## Descripción
Las plantas alcanzan un tamaño de 20-50 (-90) cm de altura. Tallos densamente pubérulos o villoso-hirsutos, densamente glandulosas. Hojas: oblanceoladas las basales (en rosetas), en su mayoría de 3-7 (-9) cm; y las hojas caulinas reducidas bruscamente, no juntas, enfrentadas y  glandulosas. Las inflorescencias con la parte superior plana, corimbiformes. Pedúnculos hirsutulous y escasamente glandulosos. Involucros de 4.5-6 mm. Filarios 5-12 en 1-2 (-3) series, oblongas a oblongo-oblanceoladas o elíptico-ovadas, villoso-hirsutos, glandulosas, ápices agudos a obtusos-mucronada. Cipselas eglandular; vilanos con cerdas en ± 2 series. Tiene un número de cromosomas de 2n = 20.

## Taxonomía
Litrisa carnosa fue descrita por   John Kunkel Small y publicado en Bulletin of the Torrey Botanical Club 51(9): 392. 1924.
Sinonimia
- Carphephorus carnosus (Small) C.W.James
- Trilisa carnosa (Small) B.L.Rob.	[4]